# Seiffen
Seiffen (formellt: Seiffen/Erzgeb.) är en Gemeinde i Erzgebirgskreis i den tyska delstaten Sachsen. Den är framför allt känd för sin framställning av träleksaker.
Kommunen ingår i förvaltningsområdet Seiffen/Erzgeb. tillsammans med kommunerna Deutschneudorf och Heidersdorf.